# ساوري تاكارادا
ساوري تاكارادا (宝田 沙織) (27 ديسمبر 1999 في توياما في اليابان – )؛ هي لاعبة كرة قدم كانت تلعب كمهاجم.

## وصلات خارجية
- ساوري تاكارادا على موقع الاتحاد الدولي (مؤرشف)  (الإنجليزية)
- ساوري تاكارادا على موقع اتحاد السويد (السويدية)
- ساوري تاكارادا على موقع إي إس بي إن إف سي (الإنجليزية)
- ساوري تاكارادا على موقع قاعدة بيانات كرة القدم.إي يو (الإنجليزية)
- ساوري تاكارادا على موقع Soccerbase.com (لاعب) (الإنجليزية)
- ساوري تاكارادا على موقع Soccerway.com (الإنجليزية)
- ساوري تاكارادا على موقع عالم كرة القدم.نت (الإنجليزية)
- ساوري تاكارادا على موقع اللجنة الأولمبية الدولية (الإنجليزية)
- ساوري تاكارادا على موقع أوليمبيديا (الإنجليزية)